# آرامگاه امیر حمزه

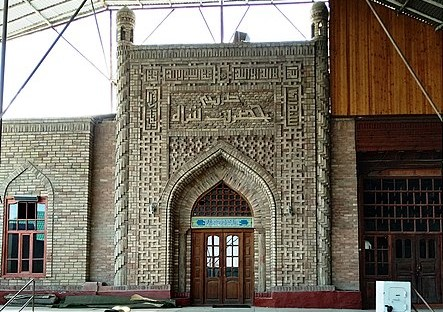
آرامگاه امیر حمزه

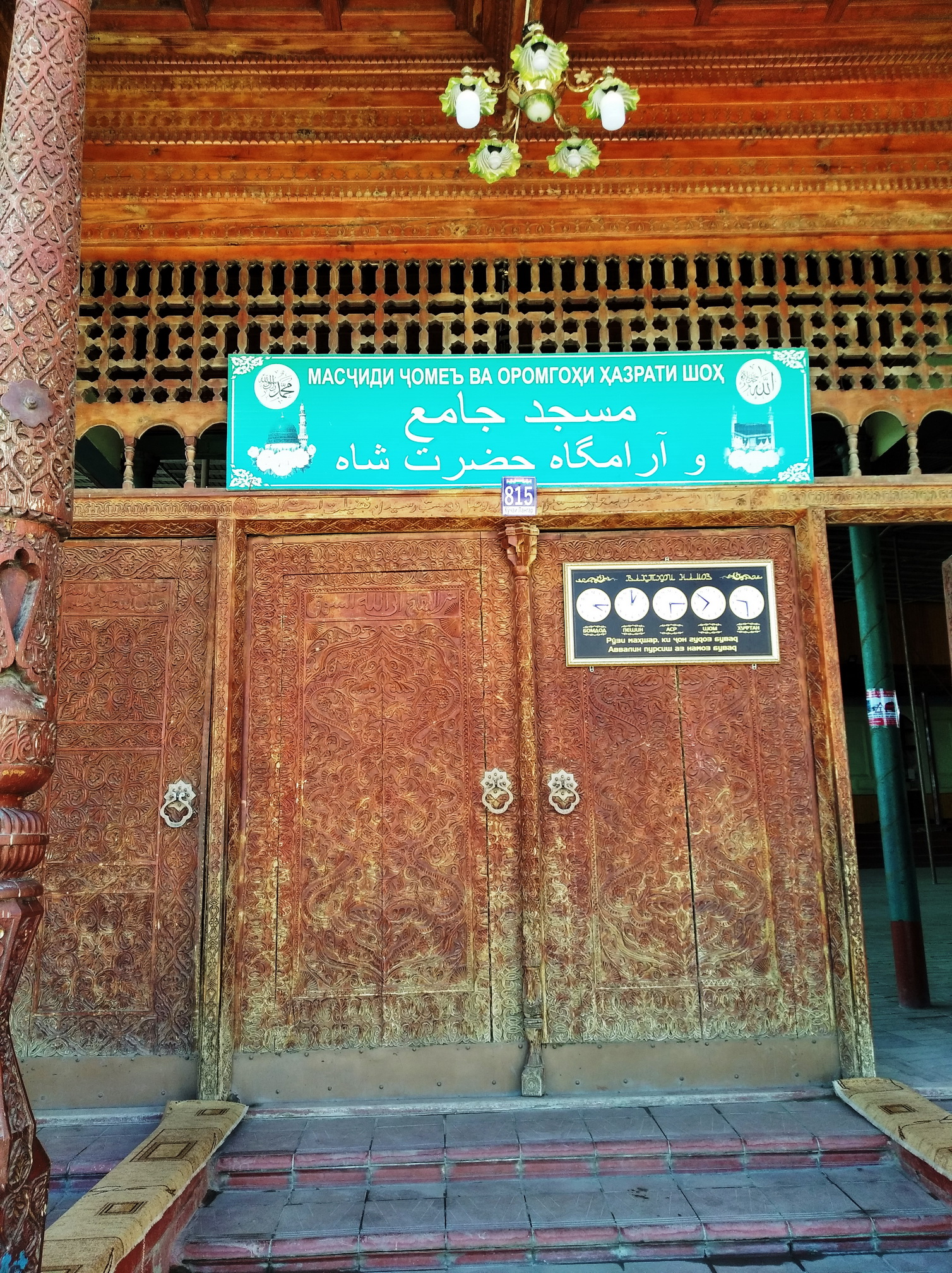
مسجد و مقبره امیر حمزه حضرت شاه.

آرامگاه امیر حمزه حضرت شاه (نام‌های محلی: حضرت بابا، لنگربابا، امیرحمزه صاحبقران) یکی از آثار معماری قرن یازدهم تا دوازدهم در روستای چهارکوه از توابع ناحیه اسفره در تاجیکستان است. این مقبره دارای قطعات زیادی از حکاکی‌های هنری در سقف است و یکی از بهترین نمونه‌های کنده‌کاری در آسیای میانه را دارد.
مقبره امیر حمزه حضرت شاه توسط تاجیکستان در سال ۲۰۱۵ در فهرست میراث فرهنگی جهانی یونسکو به ثبت رسید.

## ویژگی‌ها
مقبره امیر حمزه در ابتدا مقبره‌ای چوبی مربع شکل بود. تیرهای چهار ضلعی سقف مقبره دارای کتیبه هایی به خط کوفی در دو وجه است. در قسمت جنوب غربی ستون و در قسمت شمال شرقی دیوارهای خشت وجود دارد. خوشنویسی و حکاکی ماهرانه و کنده‌کاری با مهارت بالا گواه وجود مدرسه حرفه‌ای خوشنویسی در آسیای مرکزی دوره آل افراسیاب است. ویژگی‌های معماری بنا این اثر تاریخی را از معماری آسیای میانه منحصر به فرد ساخته‌است.